# Dick Thornburgh
Richard Lewis Thornburgh, detto Dick (Pittsburgh, 16 luglio 1932 – Verona, 31 dicembre 2020), è stato un politico e avvocato statunitense.

## Biografia
Fu il 76º procuratore generale degli Stati Uniti d'America sotto i presidenti degli Stati Uniti d'America Ronald Reagan e George H. W. Bush.
Nato nello stato di Pennsylvania, frequentò le scuole di Mercersburg Academy, università di Yale specializzandosi poi all'University of Pittsburgh School of Law. Lavorò presso lo studio Kirkpatrick & Lockhart.
Fu il 41º governatore della Pennsylvania, sposò Ginny Hooton con la quale ebbe 3 figli. La donna ebbe un incidente stradale mortale nel quale vennero coinvolti anche i tre figli rimanendo feriti. Il figlio più giovane, Peter, subì i danni più gravi. Dopo quattro anni Thornburgh sposò Ginny Judson che adottò i suoi tre figli e con cui ne ebbe un quarto.
Morì a Capodanno 2020, in una comunità per pensionati a Verona in Pennsylvania.